# Jerakah
Jerakah is een bestuurslaag in het regentschap Semarang van de provincie Midden-Java, Indonesië. Jerakah telt 2657 inwoners (volkstelling 2010). In de plaats is ook het gelijknamige station Station Jerakah gelegen.